# جاين تورفيل
جاين تورفيل (بالإنجليزية: Jayne Torvill)‏ هي راقصة جليد إنجليزية ولدت في يوم 7 أكتوبر 1957 في نوتنغهام. أبرز إنجازاتها هو فوزها بالميدالية الذهبية في دورة الألعاب الأولمبية الشتوية 1984 في سراييفو. كما فازت بالميدالية البرونزية في دورة الألعاب الأولمبية الشتوية 1994 في ليلهامر. كما فازت أيضاً بأربعة ميداليات ذهبية في بطولة العالم وأربعة ميداليات ذهبية في بطولة أوروبا.